# TWINS (Knock Out)
«Twins (Knock Out)» es el sencillo debut de Super Junior, que fue publicado en línea como un sencillo digital el 8 de noviembre de 2005 y más tarde como un sencillo oficial del primer álbum de estudio , SuperJunior05 (TWINS) el 5 de diciembre del 2005.
Antes de que el sencillo fue lanzado para su descarga, Super Junior hizo su debut como grupo en SBS Popular Songs  el 6 de noviembre del 2005, interpretando "Twins (Knock Out)".

## Historia de la Canción
- "Twins (Knock Out)" es la portada de un sencillo del 2003 de la banda británica, Triple Eight, titulado " Knockout".
- La banda de Taiwán, 'Energy' pronto dio a conocer una versión en chino de la canción varios meses después, la canción se llama  "Retreating Dark Files"(退魔录). A diferencia de la canción original, que era un hip hop con influencias pop, "Retreating Dark Files" es una canción electropop.
- La versión de Super Junior, "Twins (Knock Out)", sin embargo, conservaba la versión original que era  hip hop, pero incorporó elementos como el bass y rap, formando la canción en un  rap rock. Al título promocional de la canción, se le agregó ,TWINS, para marcar el cambio en la letra de la canción original.
- La letra, escrita por Yoo Young Jin, habla del autoengaño y de los aspectos indecisos de la mente, los sentimientos contrastantes entre un hombre hacia el amor y cómo lo tiene que decidir, si debe o no continuar el amor o luchar con atenerse a su propio destino.
- El resto de las pistas en el sencillo digital son menos acentuados en el género rap rock como "Way for love"  es una canción bubblegum pop y "OVER" y "L.O.V.E" son canciones pop con R&B. La primera balada del grupo es, "You are the one", acentúa pesadamente la armonización apacible y R&B. El sencillo fue oficialmente lanzado como un álbum de estudio un mes más tarde, titulado SuperJunior05(TWINS), es el primer álbum oficial de Super Junior.

## Vídeo musical
El video se filmó en un estudio de baile. La mayoría de las escenas son simplemente secuencias de baile, donde los miembros están rodeados por el fuego y el cielo azul.
Similar a la letra y el estilo de música de la canción, la coreografía de baile está representada por "Twins (Knock Out)" el vídeo musical contiene movimientos de cuerpo rápidos y difícil. Los movimientos de la muñeca, el codo, y cualquier otra unión sobre los brazos y piernas son lujosamente usados en una forma de un robot. Otros movimientos de hip hop, como el popping y locking, son también de uso común. A diferencia de otras danzas de Super Junior, sliding, waving, y otros movimientos suaves son raramente utilizados en la coreografía de baile. Se dice que los movimientos de un águila volando eran una inspiración para la coreografía, como al principio del baile y en el puente de baile hacia la mitad de la canción, donde sus formas de baile toman la forma de un águila.

## Lista de canciones
1. 차근차근 («Way for love») — 3:17 ["Carefully (Way for love)"]
2. «TWINS (Knock out)» — 3:21
3. «You are the one» — 3:52
4. «OVER» — 3:16
5. L.O.V.E. — 3:37
6. «TWINS (Knock out)» [Instrumental] — 3:20

## Personal musical

### voz principal
- Leeteuk - voz (principal)
- Heechul - Voz (rap, coros)
- Han Geng - Voz (principal, rap, coro)
- Yesung - voz (principal)
- Kang-in - Voz (coro)
- Sungmin - Voz (principal, coro)
- Eunhyuk - Voz (rap)
- Donghae - Voz (rap)
- Siwon - Voz (principal)
- Ryeowook - Voz (coro)
- Kibum - Voz (rap)